# G (serviço de metrô de Nova Iorque)

Serviço G
(Brooklyn–Queens Crosstown Local)

Serviço G (Brooklyn–Queens Crosstown Local) é um dos serviços (rotas) de trânsito rápido do metrô de Nova Yorque. Sobre os sinais de estações e de rota, e no mapa do metrô oficial deste serviço é marcado por uma etiqueta verde-clara (), porque esta rota utiliza a linha IND Crosstown Line. Este serviço tem 21 estações em operação.